# خانه بادکنک‌ها
خانه بادکنک‌ها (انگلیسی: House of Balloons) نخستین میکس‌تیپ از خواننده و ترانه‌پرداز کانادایی د ویکند است که در ۲۱ مارس ۲۰۱۱ توسط ناشر موسیقی خودش به نام ایکس‌او منتشر شد. این میکس‌تیپ به صورت رایگان در وبگاه ویکند قابل دسترسی بود و پس از استفاده از آهنگ‌های آن در تلویزیون، بحث‌های زیادی در رسانه‌ها ایجاد شد و همچنین هویت ناشناس فرد پشت نام د ویکند، توجه بسیاری را جلب کرد. خانه بادکنک‌ها کاملاً در تورنتو ضبط شده و تولید آن عمدتاً توسط د ویکند، داک مک‌کینی و ایلانجلو انجام شده است، با کمک‌های اضافی از سیرکوت، جرمی رز و راینر. عنوان این اثر از نام مستعاری که د ویکند به خانهٔ سابق خود در پارک‌دیل، تورنتو داده بود، گرفته شده است.